# Барасинга јелен
Барашинга јелен или барасинга јелен (лат. Rucervus duvaucelii) је сисар из реда папкара (Artiodactyla).

## Распрострањење
Ареал врсте покрива средњи број држава у јужној Азији. Врста је присутна у Индији и Непалу. Изумрла је у Пакистану и Бангладешу. Присуство у Бутану је непотврђено.

## Станиште
Станишта врсте су шуме, мочварна подручја, травна вегетација, и екосистеми ниских трава.

## Угроженост
Ова врста се сматра рањивом у погледу угрожености врсте од изумирања.